# Râul Horăiciorul
Râul Horăiciorul este un curs de apă, afluent al râului Horăița. 